# Antonio Balletto
Antonio Balletto (Genova, 1º gennaio 1930 – Genova, 1º marzo 2008) è stato un religioso italiano.
Divenne sacerdote dopo aver studiato teologia a Torino. Legato al mondo dell'editoria e del sociale, è stato anche opinionista de La Repubblica e docente a Genova e Piacenza.

## Biografia
Antonio Balletto nacque nel 1930 a Genova, nel quartiere di Portoria, in una famiglia composta da due fratelli (Antonio e Giuseppe) e tre sorelle. Frequentò le scuole medie a Lumarzo, in Val Fontanabuona, dove la famiglia si trasferirsce a causa dello scoppio della seconda guerra mondiale. A Lumarzo, zona rilevante per la resistenza ligure, Balletto venne in contatto con alcune brigate partigiane, fra le quali militava il fratello Giuseppe. Si iscrisse poi al liceo ginnasio Andrea D'Oria di Genova. Nel 1948 si trasferì a Torino, dove per cinque anni studiò teologia. La sua formazione continuò poi a Roma, presso l'Pontificia università "San Tommaso d'Aquino", legata all'ordine dei Domenicani. Nel 1953 ritornò a Genova e l'anno dopo, nel dicembre 1954, fu ordinato sacerdote a Torino, nella cappella privata del cardinale Maurilio Fossati.
Entrò a far parte della Congregazione della missione, conosciuti come Vincenziani, e nel 1957 iniziò a insegnare presso il Collegio Brignole Sale-Negroni, un istituto affiliato all'Pontificia università urbaniana di Roma, diventandone direttore qualche anno dopo, nel 1964. Nel decennio che intercorre fra la metà degli anni Cinquanta e la metà degli anni Sessanta, attorno alla figura di Balletto si muovono le coscienze più critiche e propositive del mondo cattolico, soprattutto genovese, grazie anche all'arrivo delle traduzioni italiane delle opere di alcuni teologi francesi e tedeschi riformatori, che saranno i protagonisti del Concilio: Jean Daniélou, Henri-Marie de Lubac, Yves Congar, Marie-Dominique Chenu e Karl Rahner.
Nel 1966, a seguito di contrasti con il cardinale genovese Giuseppe Siri, uscì dall'Ordine dei Vincenziani e si trasferì ad Albenga, grazie al vescovo ingauno Baroni. Balletto fu incardinato nella diocesi di Albenga il 1º ottobre 1966, dove l'anno prima era stato nominato vescovo Alessandro Piazza. Balletto fu inviato come parroco a Salea d'Albenga, e nominato cappellano del Capitolo della Cattedrale di San Michele Arcangelo, nomina che mantenne fino al 1976. Nel frattempo continuò la sua esperienza di insegnante di teologia presso il seminario ingauno. Il periodo albenganese fu di grande importanza per Balletto. Intorno a lui si costituì un cenacolo intellettuale.
A inizio degli anni 1970 viene chiamato a insegnare al Collegio Alberoni di Piacenza, continuando a spostarsi fra Albenga e Genova. Intorno al 1965 Balletto iniziò a partecipare alle settimane teologiche del Movimento dei Laureati Cattolici. Il periodo che va da dicembre 1977 a maggio 1978 vide Balletto impegnato in una serie di lezioni tenute a Fassolo, dove era tornato a insegnare. Il percorso della biblioteca, che da Albenga viene riportata a Genova nel 1985, coincide sotto molti aspetti con quello della casa editrice Marietti, per cui si amplia con volumi legati all'ebraismo e all'islamismo. Risalgono infatti alla fine degli anni '70 i primi contatti con la casa editrice Marietti e la prima collaborazione di Balletto, grazie all'invito di Luciano Pacomio, che già lavorava presso la Marietti. Nel 1980 Don Balletto ne diviene il direttore editoriale. Nel 1986 viene ricevuto dal Presidente dalla Repubblica Francesco Cossiga. Nel 1986 la sede viene trasferita da Casale Monferrato a Genova, in via Palestro. Collaborò con la casa editrice Marietti, fondata a Torino da Giacinto Marietti nel 1820, fino a diventarne presidente. Sotto la sua direzione, la casa editrice ha ampliato il proprio settore editoriale oltre l'ambito classico storico e filosofico, rivolgendo la propria produzione alle religioni monoteiste quali quella ebraica e quella islamica.
Terminata l'esperienza con Marietti, l'impegno di Balletto si sposta sul piano sociale e politico. Nel 1995 viene nominato Presidente della Federazione Regionale Solidarietà e Lavoro (FRSL), società di volontariato nata intorno al 1986 con lo scopo di affrontare il l'emarginazione. Amico di don Andrea Gallo, con il quale condivise battaglie progressiste di eguaglianza sociale, nel 1996 prese vita a Genova il Centro Mounier, su iniziativa di Balletto e Salvatore Vento, che sfociò poi nella pubblicazione del volume intitolato Mounier e l'attualità del personalismo comunitario. Nel 1997 fu presidente del Forum Terzo Settore di Genova e della Liguria, poi della Federazione Solidarietà e Lavoro, e, fino al 2004, membro del consiglio di indirizzo della Fondazione Carige. Si schierò agli inizi del terzo millennio contro gli interventi militari italiani in Iraq e in Afghanistan. Ultima tappa pastorale di Antonio Balletto fu la parrocchia della Basilica di San Siro, accanto a Luigi Traverso.
Il 13 aprile 2005 fu conferito a Balletto il Grifo d'Oro, massima onorificenza del comune di Genova.
Fra il 2007 e il 2008 tenne una rubrica sul quotidiano la Repubblica, intitolata Tra i tempi, i cui articoli verranno raccolti ed editi in un volume omonimo curato da Gerardo Cunico. Don Balletto morì il 2 marzo 2008 presso la clinica Montallegro, dove era ricoverato, «disponendo dei beni di sua proprietà costituiti da libri e riviste, ovunque situati, a favore dell'Associazione Agorà che ha modificato la sua denominazione in Centro Studi Antonio Balletto.
Nel marzo 2009, il fondo librario di Antonio Balletto venne donato alla Biblioteca Comunale "Simonetta Comanedi" di Albenga. Nel 2014 gli è stato intestato il Premio Antonio Balletto e intitolato il cortile maggiore del Palazzo Ducale.

## Il fondo
Alla morte del sacerdote, aveva un fondo di oltre 26'000 volumi, la maggior parte di carattere filosofico e religioso, ma anche relativi alla letteratura, alla storia, all'arte. Una biblioteca personale che venne lasciata in eredità all'Associazione Agorà, che modificò la sua denominazione in Centro Studi Antonio Balletto.
Il fondo ha trovato spazio nella Biblioteca Comunale Simonetta Comanedi di Albenga, dove fra il 2009 e il 2020 è stata effettuata la catalogazione di tutti i testi. Al fondo fanno capo importanti libri, molte prime edizioni e molte nella lingua originale.